# Phyllanthus compressus
Phyllanthus compressus är en emblikaväxtart som beskrevs av Carl Sigismund Kunth. Phyllanthus compressus ingår i släktet Phyllanthus och familjen emblikaväxter. Inga underarter finns listade i Catalogue of Life.